# Casa Vídua Just
La Casa Vídua Just, o Casa Silvio Salvador, és una obra del municipi de Vilafranca del Penedès (Alt Penedès) protegida com a bé cultural d'interès local. És un edifici entre mitgeres. Fa cantonada amb el carrer de la Palma, per la part del jardí. Consta de planta baixa i dos pisos, amb terrat i torratxa. Hi ha terrasses i galeries amb vidrieres. És interessant la tribuna amb ferro i vidre. L'obra presenta una combinació d'estils que la fa incloure en el llenguatge de l'eclecticisme.